# 特別輸送ヘリコプター隊
特別輸送ヘリコプター隊（とくべつゆそうヘリコプターたい）は、陸上自衛隊木更津駐屯地に所在する第1ヘリコプター団隷下の航空科部隊である。

## 概要
隊長は1等陸佐（二）が充てられ、国家行事等における国内外の要人の空輸を任務とする。運用機種はEC-225LPである。

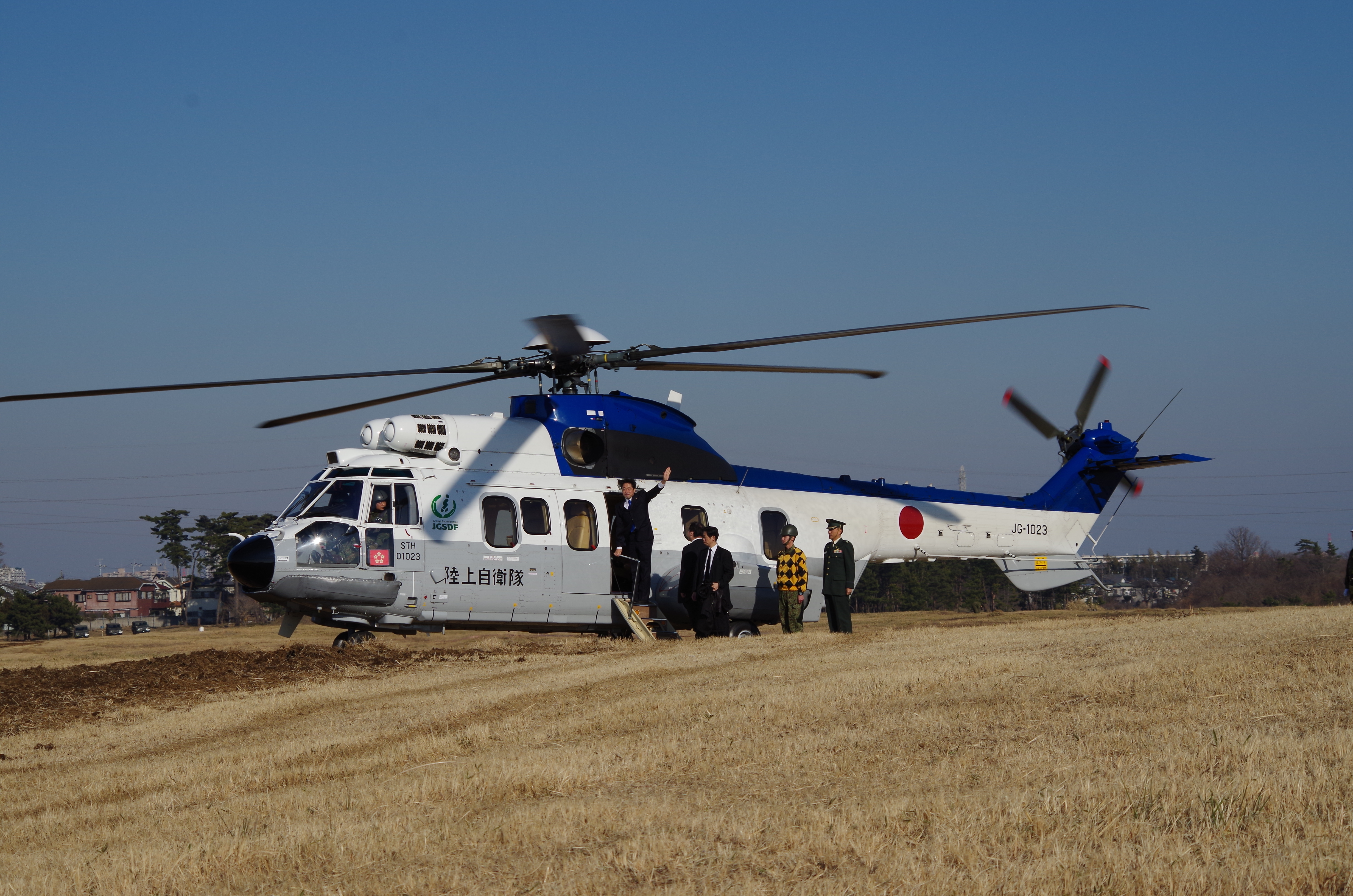
防衛大臣が搭乗するEC-225LP

## 沿革
特別輸送飛行隊
- 1986年（昭和61年）12月19日：特別輸送飛行隊を木更津駐屯地に新編。第1ヘリコプター団に隷属。AS-332Lを装備。
- 2006年（平成18年）3月：EC-225LPを装備。

特別輸送ヘリコプター隊
- 2008年（平成20年）3月26日：特別輸送飛行隊（木更津駐屯地）を特別輸送ヘリコプター隊に改編。第1ヘリコプター団に隷属。

## 主要幹部
| 官職名                   | 階級    | 氏名     | 補職発令日     | 前職                 |
| ------------------------ | ------- | -------- | -------------- | -------------------- |
| 特別輸送ヘリコプター隊長 | 1等陸佐 | 田所幹久 | 2024年08月01日 | 西部方面航空隊副隊長 |

| 代 | 氏名     | 在職期間                        | 前職                          | 後職                                        |
| -- | -------- | ------------------------------- | ----------------------------- | ------------------------------------------- |
| 01 | 種元訓久 | 2008年03月26日 - 2009年03月23日 | 特別輸送飛行隊長              | 東部方面航空隊副隊長                        |
| 02 | 田中裕之 | 2009年03月24日 - 2010年07月31日 | 東北方面航空隊副隊長          | 北部方面航空隊副隊長                        |
| 03 | 宮本善弘 | 2010年08月01日 - 2013年03月31日 | 第3対戦車ヘリコプター隊長     | 西部方面航空隊副隊長                        |
| 04 | 岩崎由樹 | 2013年04月01日 - 2015年07月31日 | 陸上自衛隊航空学校主任教官    | 大津駐屯地業務隊長                          |
| 05 | 森岡雄介 | 2015年08月01日 - 2016年11月30日 | 東部方面総監部人事部人事課長  | 陸上幕僚監部人事部 人事計画課予備自衛官室長 |
| 06 | 黒木和士 | 2016年12月01日 - 2019年07月31日 | 第1ヘリコプター団本部高級幕僚 | 東北方面航空隊副隊長                        |
| 07 | 青柳正   | 2019年08月01日 - 2021年07月31日 | 北部方面総監部人事部募集課長  | 陸上自衛隊航空学校総務部長                  |
| 08 | 横川文彦 | 2021年08月01日 - 2024年07月31日 | 第1ヘリコプター団本部高級幕僚 | 第1ヘリコプター団本部付                     |
| 09 | 田所幹久 | 2024年08月01日 -                | 西部方面航空隊副隊長          |                                             |